# Buchnera bukamensis
Buchnera bukamensis là loài thực vật có hoa thuộc họ Cỏ chổi. Loài này được De Wild. mô tả khoa học đầu tiên năm 1914.